# Dohnányi (Adelsgeschlecht)

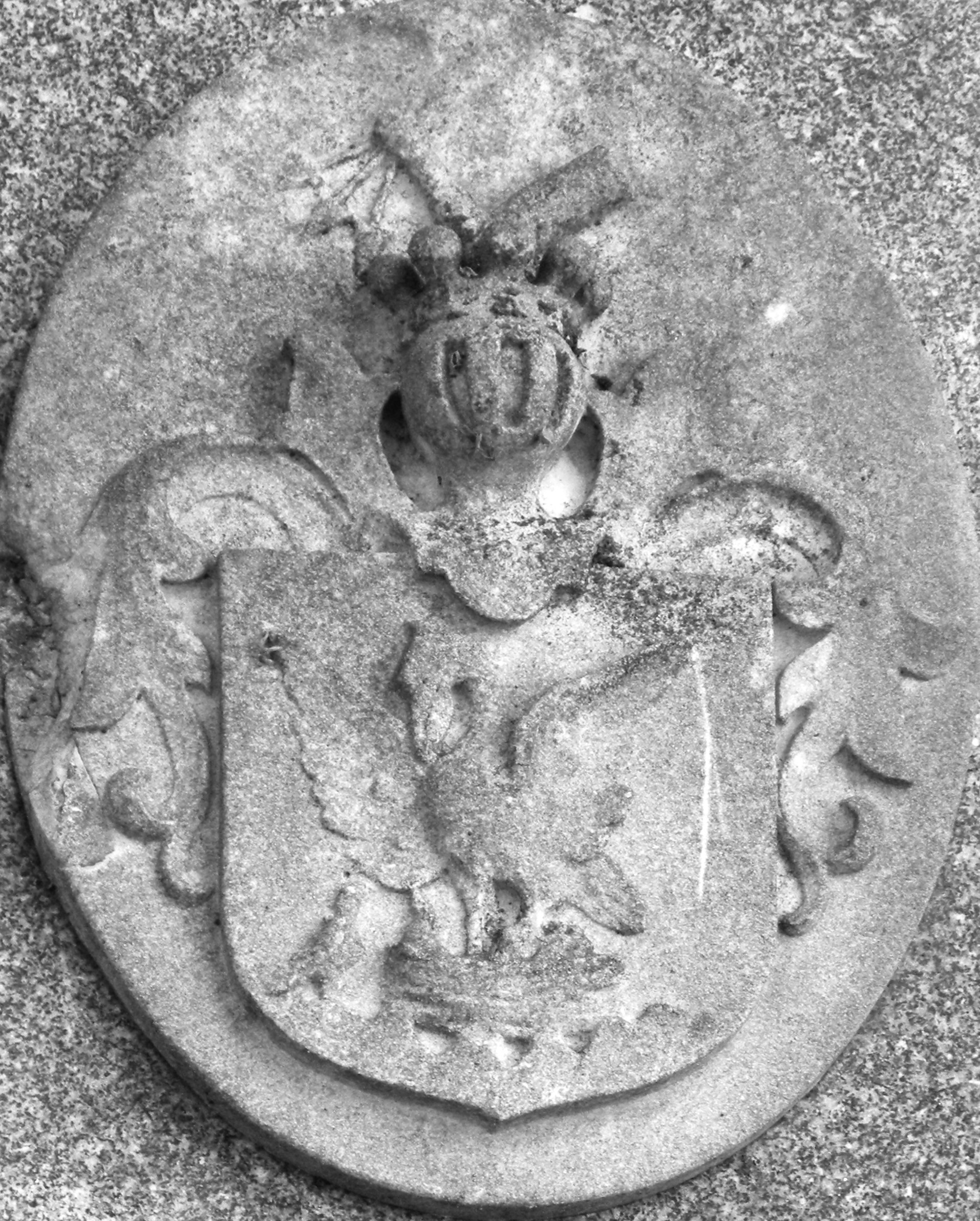
Pelikan-Wappen derer von Dohnányi

Die Familie von Dohnányi (deutsch: [doˈnaːni], ungarisch: [ˈdohnaːɲi]) ist in mehreren Generationen durch prominente Vertreter aus den Bereichen Wissenschaft, Kunst und Politik bekanntgeworden.

## Geschichte
Ihrer Verdienste in den Türkenkriegen wegen wurde die protestantische ungarische Familie Dohnanyi 1653 geadelt. Georg von Dohnányi und sein Sohn sollen eine belagerte Stadt mit Lebensmitteln versorgt haben, so dass sie dem Angriff
der Türken standhalten konnte. Die auf den 12. September 1697 datierte Urkunde befindet sich im Staatsarchiv Hamburg. Das damals mitverliehene Familienwappen zeigt einen Pelikan, der seine Jungen mit seinem aus der Brust fließenden Blut nährt. Die Endung -i (oder -y) ersetzt im Ungarischen das im deutschen Sprachraum verwendete Adelsprädikat von, das seit der Übersiedlung dorthin zusätzlich geführt wird. Erster überlieferter Angehöriger war ein im Jahr 1631 erwähnter György Dohnányi. Der Familienüberlieferung nach sollen die ungarischen Dohnányi von einem eingewanderten Angehörigen der böhmischen Linie der Grafen zu Dohna abstammen, jedoch führen sie ein von diesen verschiedenes Wappen (mit einem springenden Hirsch anstatt zweier gekreuzter Hirschstangen). Ungeklärt ist, ob ein Zusammenhang mit der Ortschaft Do(h)nány Dohňany in der heutigen Slowakei bestand.
Die Familie gehört seit dem 20. Jahrhundert – ähnlich den Albrecht, Gmelin, Harnack, Mann, Siebold, Trendelenburg oder Weizsäcker – zu den bekanntesten Namensträgern des deutschen Bildungsbürgertums.

## Familienmitglieder
- Friedrich Dohnányi (ungarisch: Dohnányi Frigyes) (1843–1909), ungarischer Professor für Mathematik und Amateurcellist
  - Ernst von Dohnányi (1877–1960), ungarischer Pianist und Komponist; verheiratet von 1919 bis 1949 mit Elsa Marguérite Galafrés, deutsche Theaterschauspielerin
    - Margarete (Grete) von Dohnanyi (1903–1992), verheiratet mit Karl-Friedrich Bonhoeffer (1899–1957), Chemiker
    - Hans von Dohnanyi (1902–1945), deutscher Jurist und Widerstandskämpfer, verheiratet mit Christine von Dohnanyi geb. Bonhoeffer (1903–1965), Schwester von Dietrich Bonhoeffer (1906–1945), Theologe und Widerstandskämpfer, von Klaus Bonhoeffer (1901–1945), Jurist und Widerstandskämpfer, und von Karl-Friedrich Bonhoeffer (1899–1957), Chemiker
      - Bärbel von Dohnanyi (1926–2016)
      - Klaus von Dohnanyi (* 1928), deutscher Politiker (SPD)
        - Johannes von Dohnanyi (* 1952), deutscher Journalist und Autor

      - Christoph von Dohnányi (* 1929), deutscher Dirigent und Intendant
        - Justus von Dohnányi (* 1960), deutscher Schauspieler

- Oliver von Dohnányi (* 1955), slowakischer Dirigent, Musikdirektor und Opernintendant